# Хаммам-Гезез
Хаммам-Гезез (араб. حمام الأغزاز) — місто в Тунісі. Входить до складу вілаєту Набуль. Станом на 2004 рік тут проживало 7 806 осіб.